# Maria Helena Żurowska
Maria Helena Żurowska, po mężu Kurowska (ur. 31 sierpnia 1916 w Podłużu koło Stanisławowa, zm. 26 kwietnia 1999 w Lund, Szwecja) – polska pielęgniarka, działaczka społeczna.

## Życiorys
Urodziła się 31 sierpnia 1916 roku w Podłużu, województwo stanisławowskie, jako trzecie dziecko Karoliny i Romana Żurowskich.

### Młodość
Pierwsze lata nauki otrzymała w domu w Leszczkowie. Do gimnazjum rodzice wysłali ją do SS. Niepokalanek w Jarosławiu, gdzie złożyła maturę w 1936 r. W latach 1936-37 uczęszczała na kurs ekonomiczno-handlowy Petyniaka-Sarneckiego i kurs Polskiego Czerwonego Krzyża we Lwowie. Praktykę odbyła w firmie „Solvay” w Warszawie w latach 1937-38. W roku akademickim 1938-39 studiowała w Wyższej Szkole Handlowej w Warszawie.

### II wojna światowa
1 września 1939 r. została zmobilizowana do szpitala wojskowego w Politechnice Lwowskiej. Od 1940 r. studiowała w Warszawskiej Szkole Pielęgniarek Fundacji Rockefellera, którą ukończyła w 1942 r. W tym samym roku została członkiem konspiracyjnej organizacji Ziem Zachodnich „Ojczyzna”. 30 grudnia 1942 r. aresztowana wraz z rodzicami i dwiema siostrami przez Gestapo w Warszawie, więziona na Pawiaku i przewieziona na Majdanek 17 stycznia 1943 r. W obozie na Majdanku była pielęgniarką blokową, odpowiedzialną za cztery rewiry (w tym tyfusowy). 20 kwietnia 1944 r. wraz z matką i najmłodszą siostrą Klementyną została przywieziona do obozu w Ravensbrück, z którego została uwolniona w ramach akcji ratowniczej Szwedzkiego Czerwonego Krzyża prowadzonej przez Folke Bernadotte 25 kwietnia 1945 r.

### Emigracja

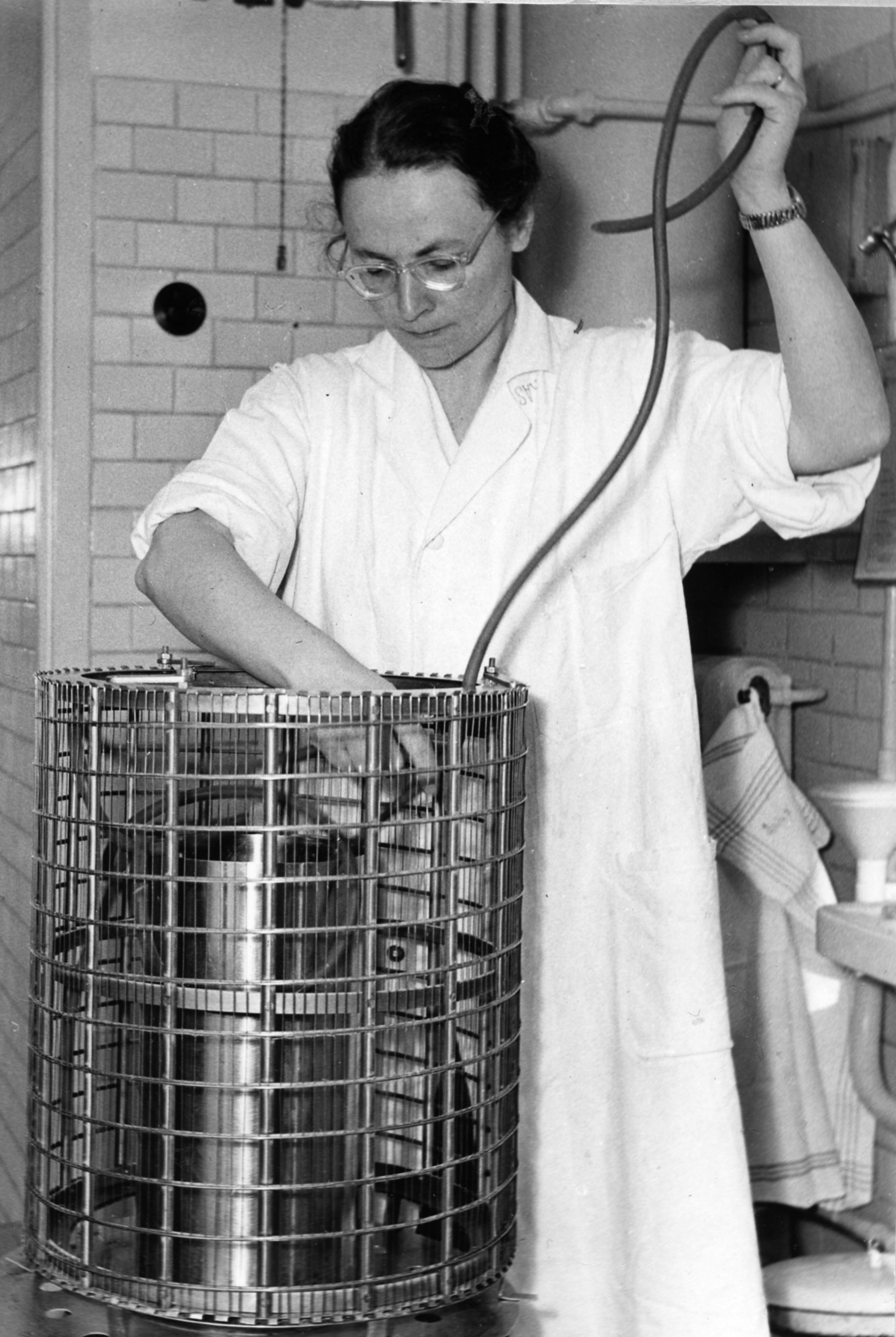
Przygotowuje sztuczną nerkę do dializy ok. 1950 r.

Ciężko chora znalazła się w Szwecji w kwietniu 1945 r. Po wyleczeniu, w 1945 r. została zatrudniona na kursach Szwedzkiego Czerwonego Krzyża w Täby i Sigtuna, gdzie pracowała do 1947 r., kształcąc pomocnice pielęgniarskie dla organizowanego przez Szwedów Ośrodka Zdrowia w Otwocku i do pracy w szpitalach w Szwecji.
W latach 1947-64 była asystentką w laboratorium naukowo-badawczym kliniki uniwersyteckiej prof. Nilsa Alwalla (1904 – 1986) w Lund. Zmarła 26 kwietnia 1999 r. i jest pochowana w grobie rodzinnym na cmentarzu Norra Kyrkogården w Lund.

### Praca społeczna
Wychowanie otrzymane w domu i harcerstwo wykształciło w niej dużą wrażliwość społeczną. Niosła pomoc ludziom przez lata obozowe i na emigracji.
- Jako pielęgniarka na bloku szpitalnym pomagała współwięźniom także udzielając wsparcia duchowego[6].
- 1945-51 brała czynny udział w pracach Komitetu Pomocy Dzieciom w Polsce.
- 1947-67 wysłała setki paczek, z używaną odzieżą, pomagając rodzinie i osobom w biedzie w Polsce. Aktor Zbyszek Cybulski odwiedził ją w 1963 r.[7] w Lund, dziękując w swoim i brata imieniu za paczki otrzymane w czasach stalinowskich.
- 1945-1986 czynnie współdziałała z oo. Dominikanami z parafii św. Tomasza w Lund przy budowie pierwszego kościoła od czasów reformacji.
- 1945-98 współorganizowała pomoc charytatywną dla osób w potrzebie w Polsce za pośrednictwem Caritasu oraz IM (Inomeuropejsk Mission, później Individuell Menniskohjälp)[8] i udzielała pomocy pacjentom, dzieciom przyjeżdżającym z Polski na operację, studentom i stypendystom przyjeżdżającym do Szwecji.
- 1946-1971 organizowała obchody 3 Maja i szopki przy parafii w Lund, szerząc i podtrzymując tradycje polskie[9].
- Członek Towarzystwa Przyjaciół Fundacji Jana Pawła II, Koła Zjednoczenia Polskiego w Lund i Instytutu Polsko-Skandynawskiego.

## Rodzina
2-go lutego 1946 r. wyszła za mąż za Bożysława Kurowskiego (1911-2006). Z tego związku urodziło się czworo dzieci: Anna (1947), Roman (1949), Zofia (1952) i Jadwiga (1953). Jej młodsza siostrą Klementyna była profesora historii sztuki UJ.

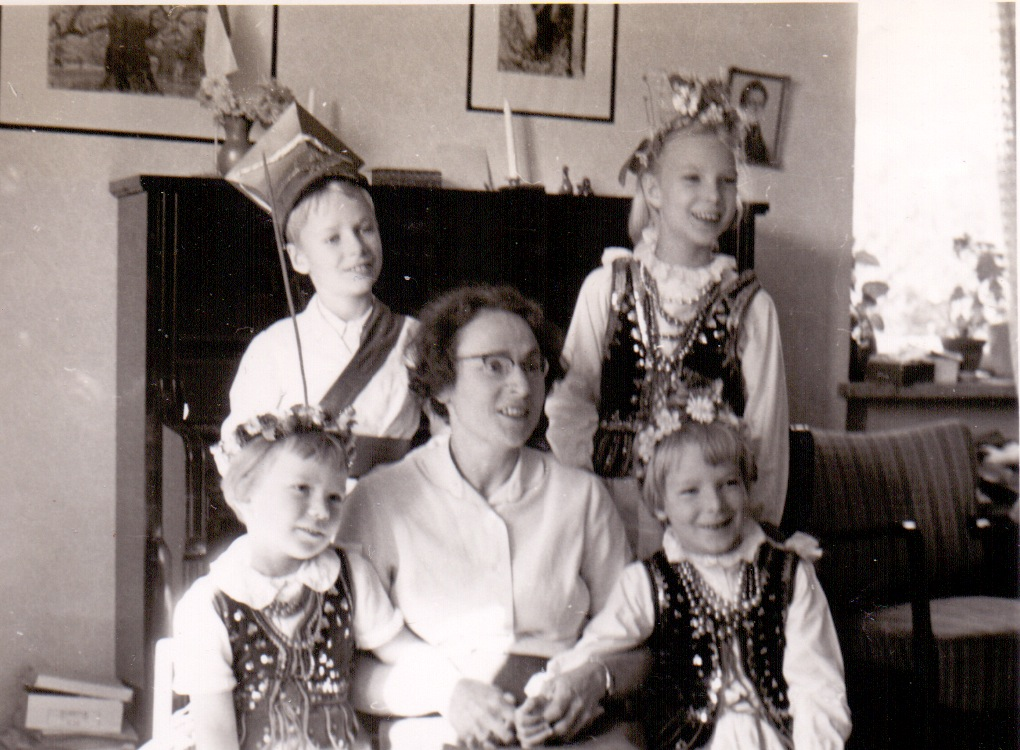
Z dziećmi Jadwigą, Romanem, Hanią i Zofią 1958 r.

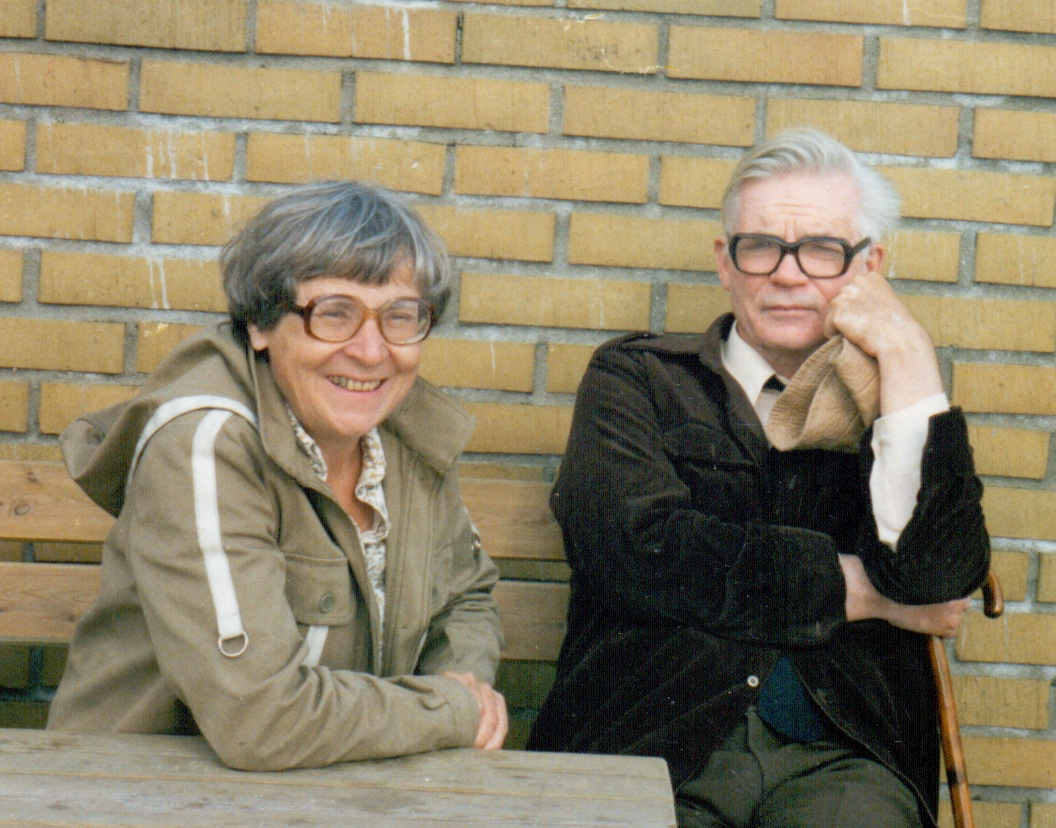
Z mężem około 1990 r.

## Odznaczenia
- 1946 – Srebrny Medal Szwedzkiego Czerwonego Krzyża
- 1986 – Pro Ecclesia et Pontifice (Watykan)

## Publikacje
- Maria Kurowska, Sztuczna nerka ratuje życie, Pielęgniarka Polska, nr. 10, 1958 r.